# ウラジスラフ・イワノフ
ウラジスラフ・アレクサンドロヴィチ・イワノフ（Владислав Александрович Иванов、1936年 - 2007年）は、ソビエト連邦、ロシアの電気工学者。

## 業績
1960年代にソビエトのウラジスラフ・イワノフは、航空機の航法装置であるプロトン磁力計の原理を元に核磁気共鳴画像法（MRI）に関する複数の特許を取得したものの、上層部の無理解により、提案は黙殺され、また、外国への出願、論文の発表も禁止されたため、先駆的な業績を挙げていたにもかかわらず、ソビエトが崩壊するまで諸外国に知られる事はなかったとされる。